# Rajna (Hugo)
Rajna (izvorno Le Rhin) je turistički vodič koji je napisao Victor Hugo. Slično kao i Twainova pisanja o Mississippiju, vodič sadrži mnoge priče o Rajni. Djelo završava političkim manifestom.